# Teoria organísmica

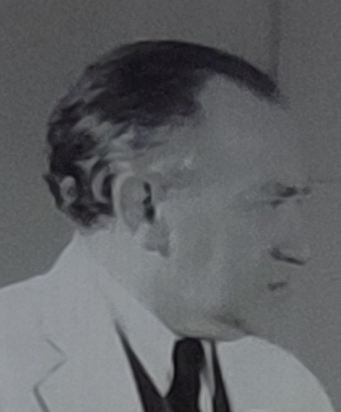
Kurt Goldstein

A teoria organísmica na psicologia é um conjunto de teorias psicológicas holísticas que tendem a enfatizar a organização, a unidade e a integração dos seres humanos, expressas por meio da tendência inerente de crescimento ou desenvolvimento de cada indivíduo. A ideia de uma "teoria organísmica" explícita remonta, pelo menos, à publicação de The Organism: A Holistic Approach to Biology Derived from Pathological Data in Man, de Kurt Goldstein, em 1934. As teorias organicistas e a metáfora do "orgânico" foram inspiradas por abordagens organísmica na biologia. A influência mais direta dentro da psicologia vem da Psicologia da forma. Essa abordagem é frequentemente contrastada com perspectivas mecanicistas e reducionistas na psicologia.
A teoria organísmica na psicologia, formulada por Kurt Goldstein, propõe uma visão holismoholística do comportamento humano, enfatizando a organização e integração do organismo como um todo. Diferente de abordagens mecanicistas e reducionistas, essa teoria sustenta que as funções individuais não podem ser compreendidas isoladamente, mas sim em relação ao organismo inteiro e seu ambiente. A teoria surgiu a partir de estudos com pacientes que sofreram lesões cerebrais, onde Goldstein observou que a recuperação e adaptação desses indivíduos não ocorriam apenas por meio da reorganização local de funções, mas sim através de um processo global de reestruturação do organismo.
Um dos princípios fundamentais da teoria organísmica é a ideia de autorregulação e busca pela realização do potencial do organismo. Goldstein argumenta que os seres humanos não reagem passivamente aos estímulos do ambiente, mas sim se engajam ativamente em um processo de adaptação e autoatualização. Esse conceito se relaciona com a noção de "comportamento preferido", que descreve a tendência do organismo a buscar estados ótimos de funcionamento, minimizando o gasto de energia e maximizando a eficiência na interação com o meio.
A teoria também desafia a tradicional dicotomia entre mente e corpo, sugerindo que não há uma separação real entre os aspectos físicos e psicológicos do ser humano. Goldstein propõe que ambos são manifestações de um mesmo processo vital e que devem ser compreendidos como parte de um sistema funcional integrado. Assim, tanto as funções cognitivas quanto as respostas fisiológicas fazem parte de uma mesma dinâmica orgânica, sendo determinadas pela organização global do organismo em resposta às suas necessidades e desafios ambientais.
A teoria organísmica teve grande influência em diversas áreas da psicologia, incluindo a psicologia humanista e a Gestalt-terapia. Seu impacto se estendeu também à biologia e à medicina, fornecendo uma base teórica para a compreensão dos processos de adaptação e recuperação após lesões ou doenças. A rejeição de abordagens puramente localizadas ou determinísticas abriu caminho para novas formas de entender a plasticidade do sistema nervoso e a resiliência humana diante de adversidades.

## Exemplos de teorias e teóricos organísmica
- Teoria organísmica de Kurt Goldstein [2]
- A psicologia organísmica de Ludwig von Bertalanffy dentro de sua teoria geral dos sistemas [3]
- Teoria do desenvolvimento cognitivo de Jean Piaget
- Princípio ortogenético do desenvolvimento de Heinz Werner
- Modelo biosfera de personalidade de Andras Angyal
- Teoria holística-dinâmica de Abraham Maslow
- Terapia centrada na pessoa e tendência de atualização de Carl Rogers
- Terapia Gestalt de Fritz Perls e Laura Perls
- A teoria da autodeterminação de Edward L. Deci e Richard M. Ryan [4]
- O naturalismo dialético de Murray Bookchin